# Fortezza Medicea (Siena)
La Fortezza Medicea (nota anche come Forte di Santa Barbara) di Siena è un forte eretto nella città toscana tra il 1561 e il 1563, su ordine del duca di Firenze Cosimo I de' Medici.
La fortezza sorge in prossimità del quartiere senese di San Prospero, a fianco dello stadio Artemio Franchi.

## Storia

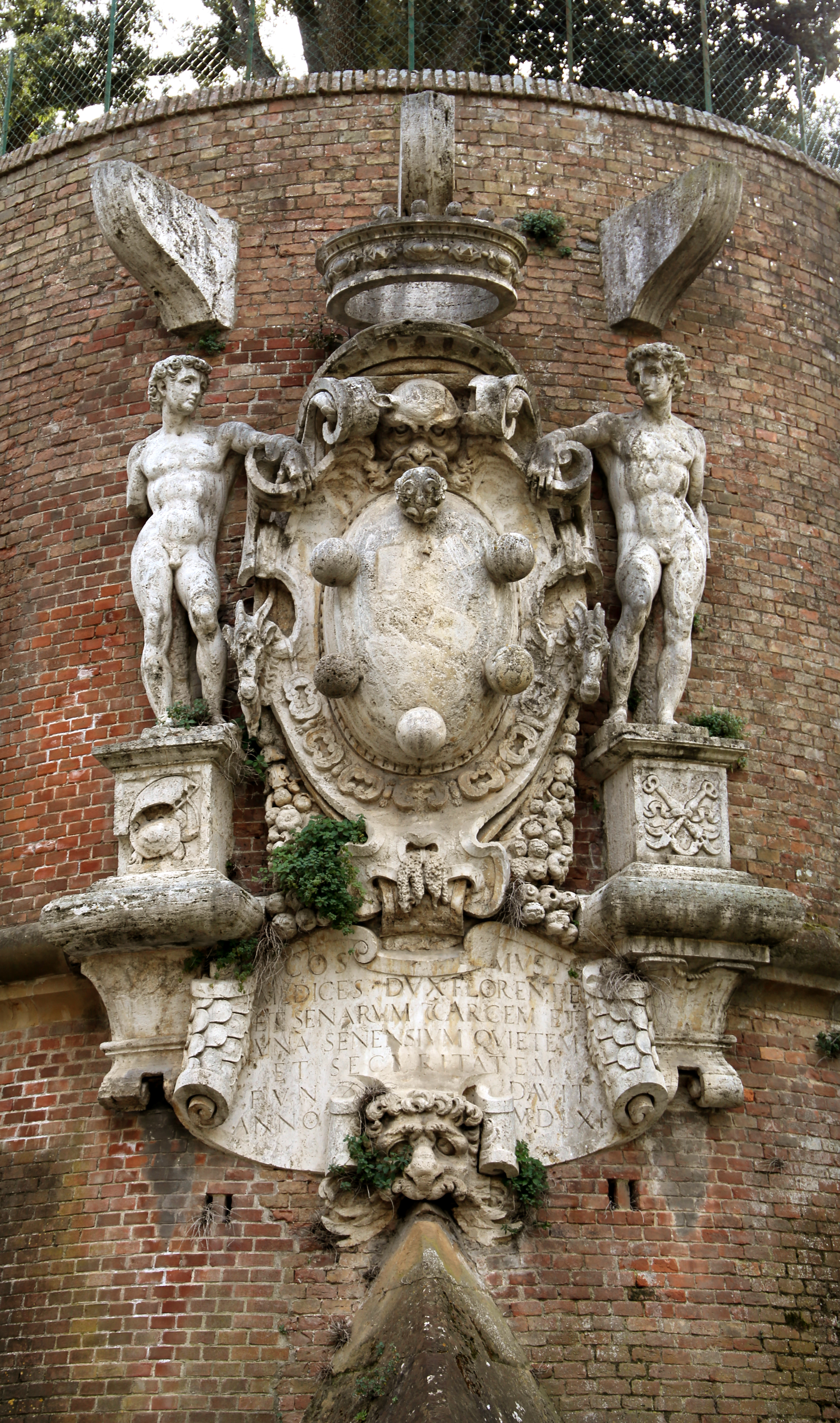
Lo stemma di Cosimo I sul bastione di San Francesco, opera di Francesco Camilliani

Nel luogo dove sorge l'attuale Fortezza Medicea senese, si ergeva precedentemente un forte (chiamato "Cittadella") fatto ivi edificare dall'imperatore, nonché re di Spagna, Carlo V nel 1548, nel tentativo di assoggettare la Repubblica Senese e farne una piazzaforte imperiale nell'Italia centrale. La collocazione del forte, piuttosto che rivolta alle minacce esterne, fu infatti decisa nell'intento di controllare la città. Nell'intraprenderne la costruzione, sotto il pretesto di prevenire contese tra le fazioni cittadine, l'ambasciatore Diego Hurtado de Mendoza mise in atto ripetute provocazioni, come la capitozzatura delle tantissime antiche torri signorili di cui la città si fregiava, per reperire materiali da costruzione.
Il 26 luglio 1552, tuttavia, i senesi insorsero contro gli spagnoli, assediandoli nella fortezza non ancora completata, scacciandoli dalla città e iniziando la demolizione dell'odiato simbolo dell'asservimento.
Durante la guerra che ne seguì i senesi furono costretti a riattivare la fortezza, che fronteggiava il campo imperiale, da cui le batterie di artiglieria battevano la città. Circa tre anni dopo, il 21 aprile 1555, Siena, cinta d'assedio da oltre un anno dalle truppe spagnole e medicee, si arrese stremata ai nemici. La Repubblica senese, sostenuta dagli alleati francesi, continuava nel frattempo, riparata in Montalcino, una resistenza a oltranza. La Pace di Cateau-Cambrésis (2-3 aprile 1559) tra la Francia e gli Asburgo condusse la Repubblica di Siena, rimasta priva di alleati, alla resa definitiva; lo stato di Siena fu quindi assegnato, in virtù delle forti spese sostenute, al duca Cosimo dei Medici.
Onde soffocare qualsiasi tentativo di ulteriore ribellione da parte dei senesi, Cosimo I ordinò la ricostruzione dell'attuale Fortezza Medicea sullo stesso luogo ove sorgeva la cittadella spagnola. L'edificio fu progettato dall'architetto urbinate Baldassarre Lanci e i lavori ebbero inizio nel 1561. Due anni dopo, nel 1563, la fortezza fu completata.
La Fortezza Medicea senese fu smilitarizzata solo sul finire del XVIII secolo, dal granduca Pietro Leopoldo. Da quel momento, lo spiazzo antistante, la Lizza, dove si svolgevano le esercitazioni militari, fu convertito in giardino e entrò a far parte dei luoghi della vita pubblica senese.
Nel 1937, a seguito di lavori di restauro, anche l'interno della fortezza, fino ad allora usato come caserma, fu trasformato in giardino pubblico, come è tutt'oggi. Il forte senese ospita, altresì, un'enoteca, mostre, nonché manifestazioni di vario tipo, tra cui i concerti organizzati dall'associazione Siena Jazz, che ha nella fortezza la propria sede operativa.

## Descrizione

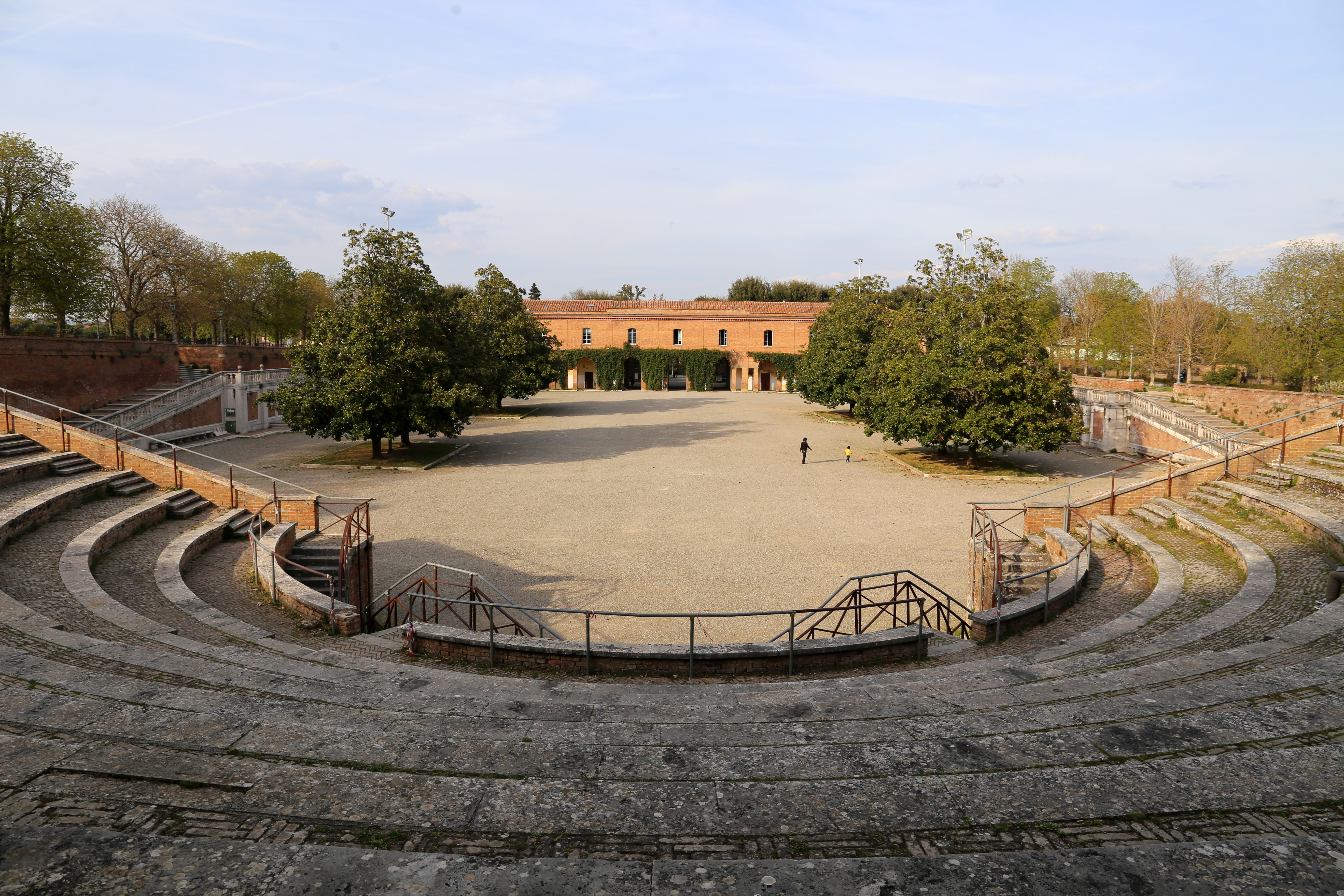
La piazza d'armi vista dal moderno anfiteatro

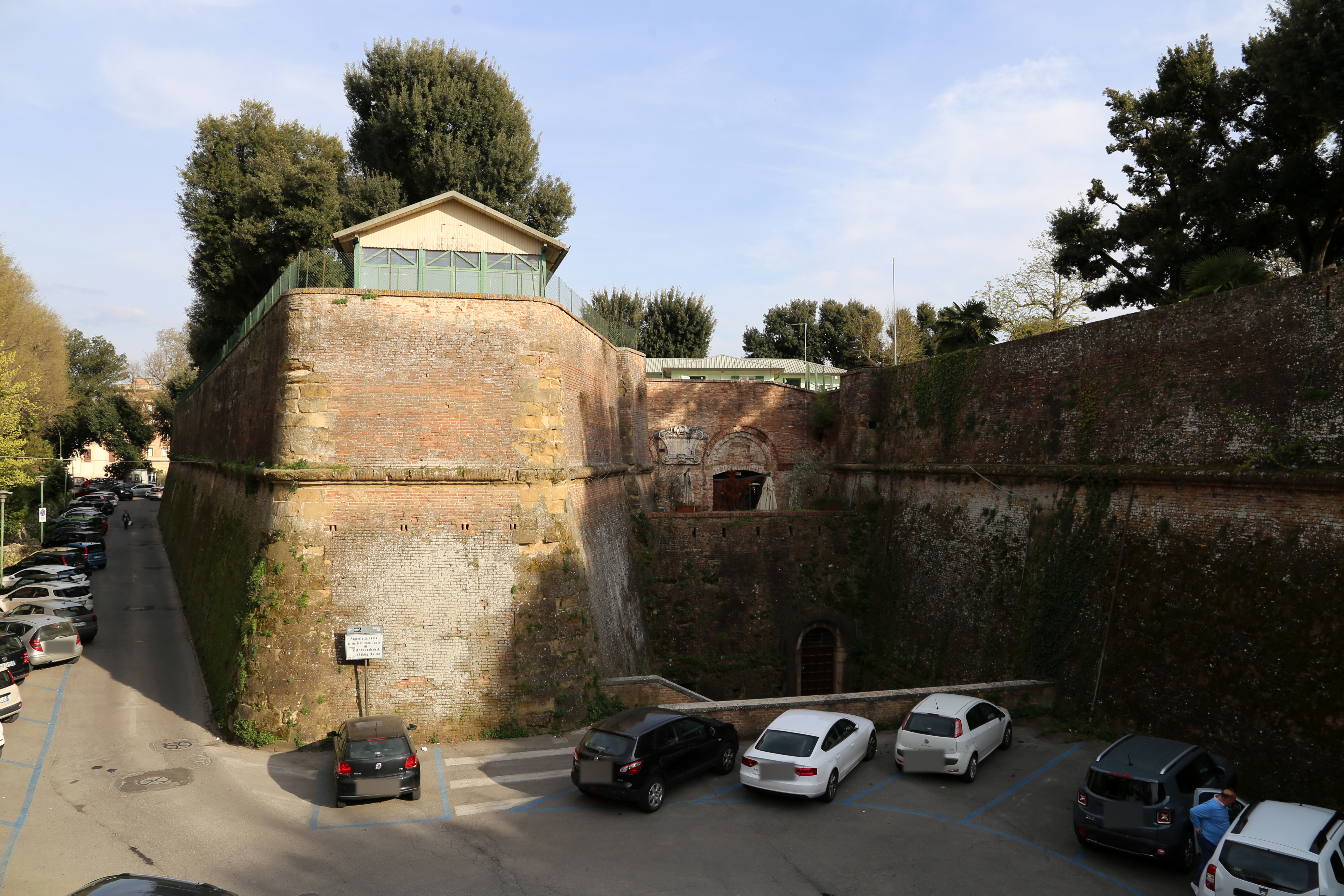
Una delle terrazze tra i bastioni est e nord

Edificata in origine con una pianta differente, con una specie di tenaglia aggiunta al volume principale, a formare una forma avvolgente a "L", che rendesse impraticabile l'assedio dalla direzione della città, la Fortezza Medicea, certamente riutilizzando il precedente manufatto, fu trasformata nella struttura a quadrilatero come oggi si presenta. Su ogni angolo del forte, costruito in laterizi, si ergono quattro imponenti bastioni pentagonali, secondo lo schema del fronte bastionato all'italiana, denominati "San Filippo", "San Francesco", "San Domenico" e "La Madonna". Sui bastioni rivolti a nord, a est e ad ovest è affisso lo stemma mediceo in travertino, sovrastante una testa di leone; sul bastione rivolto a sud, invece, è rimasta la sola testa di leone. Queste sculture sono attribuite al fiorentino Francesco Camilliani.
La fortezza presenta notevoli dimensioni: il quadrilatero interno è lungo circa 180 metri e largo 125, mentre gli spigoli più esterni dei bastioni descrivono un quadrilatero esterno di circa 200 metri di larghezza e 270 di lunghezza. L'intero perimetro esterno della fortezza misura circa 1.500 metri
L'ingresso della Fortezza, una volta difeso da un ponte levatoio, si trova sul lato di nord-est, in prossimità dei giardini della Lizza. All'interno, lungo il perimetro delle mura, corrono ampi camminamenti, e lo spessore stesso delle mura, fiancheggiato da alberature e panchine, è stato trasformato in viali. Al centro, nella spianata, è stata realizzata una struttura a forma di anfiteatro, al fine di ospitare gli spettacoli estivi all'aperto. Sotto l'ingresso principale si trova il cosiddetto "Ponte della Vecchia", così chiamato fin dal dai primi anni del XIX secolo poiché vi fu spostata la statua di una vecchia che ornava la fontana di Via Pantaneto, causa il suo rifacimento dell'architetto Serafino Belli nel 1815 e che andò distrutta da ignoti nel 1829. Molti anni dopo, quando entrò in vigore la Legge Merlin, e furono chiuse le tre case di tolleranza attive a Siena, Gina Parrini, detta la "Batina" (1905-1985), continuò la propria attività fino in tarda età proprio in prossimità di quel ponte, cosicché il toponimo "Ponte della Vecchia", per molti anni, sembrò riferito a lei, anche dopo la sua scomparsa. In quel luogo nel 2000 è stata posta una targa ricordo "A Gina".
Al suo esterno, la fortezza è affiancata a est dallo Stadio Franchi e a nord dai giardini della Lizza. Lungo il lato di sud-ovest, sorgono i giardini della fortezza. A fianco del lato di sud-est, rivolto verso il centro storico cittadino, è stata eretta una statua raffigurante santa Caterina da Siena.

## Palio di Siena

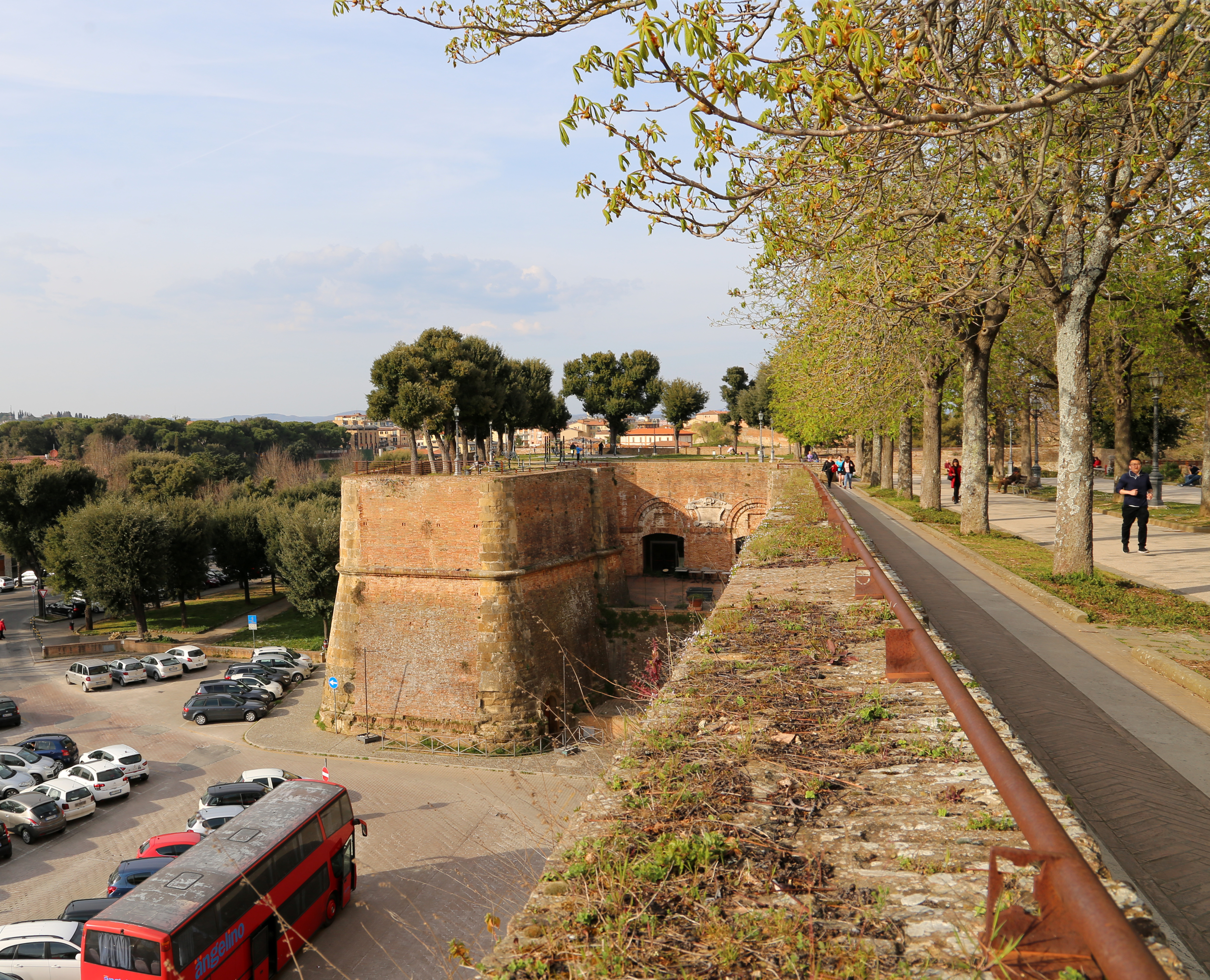
Camminamenti lungo le mura della fortezza

Il 17 agosto 1874, la Fortezza ospitò un "Palio alla Romana" (non riconosciuto ufficialmente) disputato da 9 Contrade e vinto dall'Oca.
Ai sensi del Bando di Violante Beatrice di Baviera (1730), la Fortezza rientra nel territorio della Contrada Sovrana dell'Istrice.